# Palacio de Champchevrier
El palacio de Champchevrier (en francés: Château de Champchevrier) es un château  de estilo renacentista con museo, parque y jardines «à la française», «à l'anglaise» y contemporáneo, que cuenta con un pabellón y arboreto de 10 hectáreas de superficie de propiedad privada, localizado en la comuna de Cléré-les-Pins, región de Centro-Val de Loira de Francia.
Alberga la colección más antigua de Francia de artículos de caza de montería.
El edificio no se halla en el interior del perímetro de Valle del Loira inscrito como Patrimonio de la Humanidad de la UNESCO, aunque si es miembro  de la asociación turística «Châteaux de la Loire, Vallée des Rois».
El palacio de Champchevrier ha sido objeto de una clasificación en el título de los monumentos históricos desde el 11 de julio de 1975.

## Localización
La comuna de Cléré-les-Pins se encuentra en la zona noroeste del departamento de Indre-et-Loire, en el distrito de Chinon y el cantón de Lageais. A 25 kilómetros al oeste de la ciudad de Tours y a 15 kilómetros al norte de Langeais.
Parc du Château de Champchevrier, Domaine du Château de Champchevrier, Code postal 37400  Cléré-les-Pins, Département de Indre-et-Loire, Région de Centre, Cedex France-Francia.
Se abre al público solamente unos días al mes y se paga una tarifa de entrada.

## Historia
El «château de Champchevrier», en el corazón de un sitio armoniosamente arbolado, es un palacio histórico habitado por la misma familia desde 1728, herederos de una de las restantes familias de la nobleza francesa (Jean-Baptiste Pierre Henry de la Ruë du Can, barón de Champchevrier en 1741, y que rememoran aún actualmente su pasado real).
En la Edad Media, en este lugar se construyó un castillo aproximadamente en  1109.
Sobre sus ruinas se edificó en el siglo XVI un pabellón de estilo Renacimiento del que todavía se pueden distinguir el parteluz característico de las ventanas. 
El rey Luis XIII de Francia vivió allí unos días en 1619.
Más tarde, sobre la fachada noreste, la torre que estaba en el centro de la fachada principal fue demolida en el siglo XVIII y los tragaluces fueron reemplazados por los ojos de buey. Las ventanas, con acristalamiento cruzado, fueron modificadas a la cruz de piedra. Al oeste se añadieron dos edificios de dos plantas, terraza cubierta, y el antiguo pabellón pequeño al noroeste se convirtió en una escalera en la que se incluyeron paneles de madera provenientes del castillo de Richelieu.
A principios del siglo XX, la fachada fue restaurada, y las buhardillas y aleros restituidos.
El palacio está registrado como monumento histórico en 1975, así como los jardines.

## El parque
El palacio está ubicado en un parque con árboles centenarios y jardín con rosas, peonías, lirios y azucenas.
En el sotobosque se pueden observar narcisos, ciclamenes o azafranes según las estaciones del año.
Una gran terraza llena de barandillas que datan del siglo XVIII limitan la fachada principal. El palacio y los comunes, así como el patio de los jardines, el parque y el canal que lo corre están clasificados como monumento histórico por el decreto del 11 de julio de 1975.